# Wooly Boys
Wooly Boys è un film del 2001 diretto da Leszek Burzynski.

## Trama
Shuck e Stoney conducono una vita solitaria allevando pecore nel loro ranch nelle praterie del nord Dakota. Un profondo affetto li lega dopo anni di lavoro fianco a fianco. Tutto cambia quando Stoney inizia ad avere problemi di vista e quando il giorno del suo compleanno la sua unica figlia, Kate, non gli manda il solito biglietto d'auguri. Non capendo il motivo di questa insolita dimenticanza, Stoney decide di andare a trovare, di sorpresa, sua figlia.